# Omnidirektionale Kamera

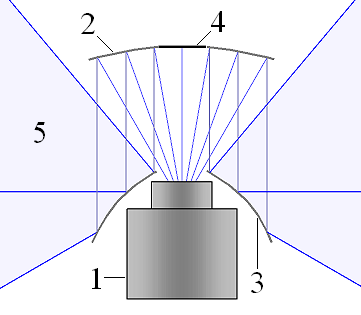
Schematischer Aufbau einer omnidirektionalen Kamera mit zwei Spiegeln:
1: Kamera
2: oberer Spiegel
3: unterer Spiegel
4: „schwarzer Fleck“
5: Blickfeld (hellblau)

Eine Omnidirektionale Kamera (auch Vollsphären-, 360-Grad- oder VR-Kamera) ist in der Lage, Bilder aus allen Richtungen in einem Bereich von 360 Grad horizontal als auch vertikal aufzunehmen, während Panorama-Kamerasysteme „lediglich“ eine 360-Grad-Hemisphäre abbilden können. Trotz dieses Unterschieds wird der Begriff „omnidirektional“ fälschlicherweise auch für Panorama-Kamerasysteme verwendet. Die Fähigkeit die ganze Sphäre abzubilden wird auch als Omnivision bezeichnet. (Omni von lateinisch omnis „jeder“ oder „ganz“). Die Bezeichnung VR-Kamera wurde geprägt durch die Kombination mit Virtual-Reality-Brillen.

## Aufbau
Verschiedene Techniken können zur Erzeugung von 360-Grad-Aufnahmen verwendet werden.

### Kameras mit einer Linse
Diese Modelle werden mit einem Fisheyeobjektiv verwendet. Die Linse krümmt den Winkel der Aufnahme und nimmt so einen größeren Radius des ausgewählten Motivs auf. Mit dieser Technik lassen sich keine vollständigen 360-Grad-Aufnahmen tätigen, da direkt hinter der Linse immer ein toter Winkel entsteht.

### Kameras mit zwei Linsen
360-Grad-Kameras mit zwei Linsen sind wohl die am häufigsten vertretene Bauart, da diese mit zwei sich gegenüberliegenden Linsen einen vollen 360-Grad-Winkel aufnehmen kann. Eine Kamera nimmt Bilder und Videos jeweils mit einem Winkel von etwas über 180 Grad, z. B. 220 Grad, auf. Diese werden anschließend mit einer Software zu einem 360-Grad-Objekt konvertiert. Probleme bereiten dabei oft Stitchingfehler. Dies bedeutet, dass durch eine fehlerhafte Zusammenfügung der Bilder eine unsaubere Schnittkante entstehen kann, die sich nur schwer oder gar nicht entfernen lässt.

### Kameras mit mehr als zwei Linsen

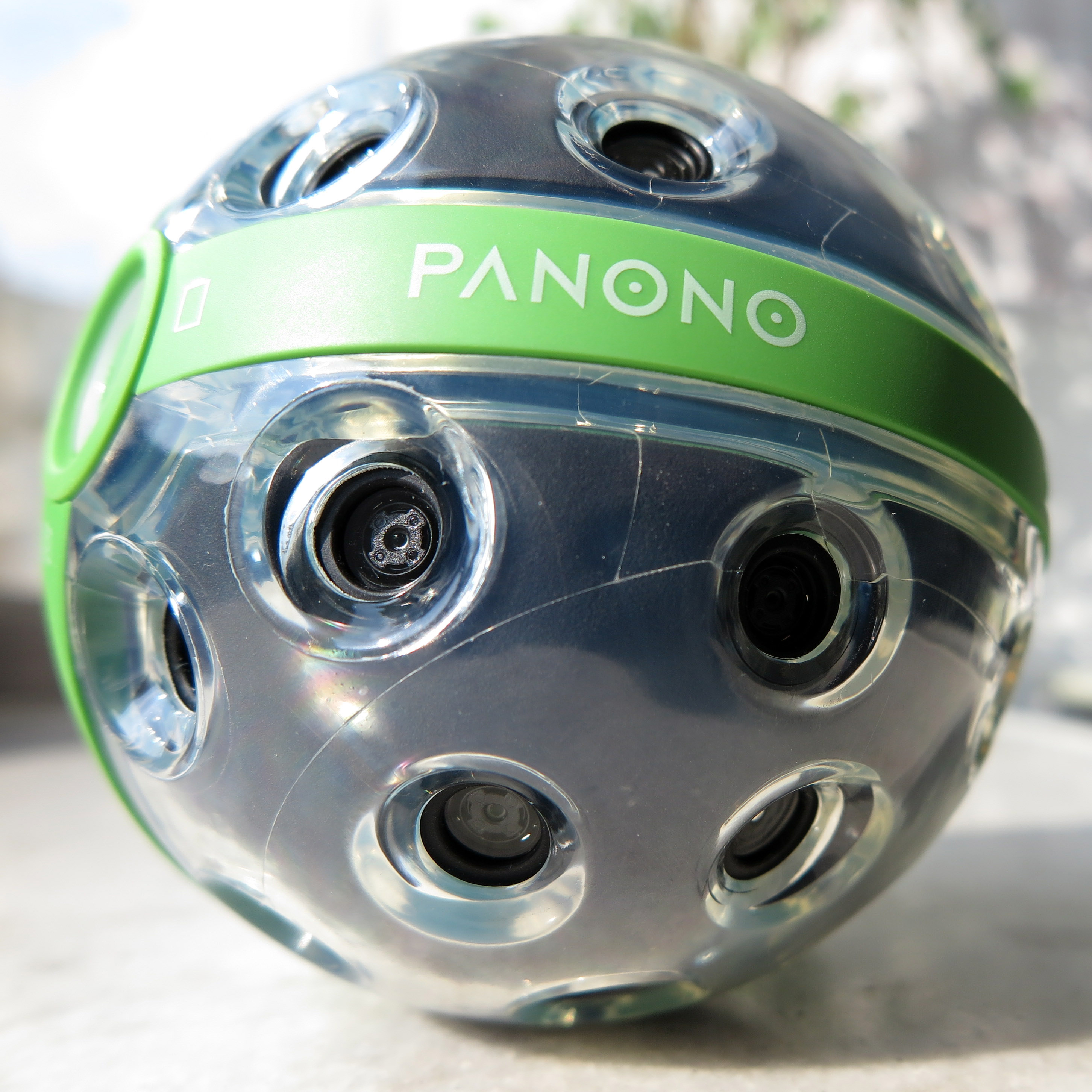
Beispiel einer mosaikbasierten Panoramakamera mit 36 Kameramodulen von Panono

Je nach Anwendungszweck verwenden Hersteller mehr als zwei Kameralinsen, um die Bilder zu erzeugen. Eine der ersten Kameras war die Wurfkamera „Panono“. Diese besitzt 36 Kameras, welche zeitgleich am höchsten Punkt ausgelöst werden, wenn die Kamera in die Luft geworfen wurde. Je mehr Objektive in der Kamera verbaut sind, desto schwieriger wird es für die Software, die einzelnen Bilder zusammenzufügen. Die möglichen Stitchingprobleme sind bei einem guten Zusammenschnitt geringer.

### Kamera-Rigs
Kamera-Rigs dienen meist zur Befestigung von 6 herkömmlichen Actioncams. GoPro stellte eins der ersten Kamera-Rigs her. Diese gibt es in verschiedenen Ausführungen und verbindet mehrere Einzelkameras. Aufgebaut sind diese wie ein Würfel. In diesem Würfel werden die Kameras platziert und nehmen die Umgebung nach allen Richtungen hin auf.

### Mosaikbasierte Kameras
Werden mehrere „normale“ Kameras in einem Verbund zusammengeschlossen, so spricht man von mosaikbasierten Kameras. Jede dieser Kameras nimmt dabei einen kleinen Bereich der Umgebung auf. Anschließend werden die Einzelbilder wie Mosaiksteine aneinandergefügt, sodass ein omnidirektionales Gesamtbild entsteht. Die Anzahl der dabei zu benutzenden Kameras ist abhängig von der Brennweite der eingesetzten Objektive. Je geringer diese ist, desto größer ist der Blickwinkel und desto weniger Kameras müssen eingesetzt werden.

## Ursprung der digitalen 360-Grad-Kamera / VR-Kamera

### Omnidirektionale Kameras mit Spiegeln (katadioptrische Systeme)

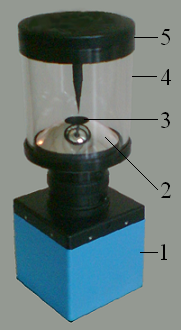
Omnidirektionale Kamera mit zwei Spiegeln.
1: Kamera
2: unterer Spiegel
3: Öffnung
4: Glasgehäuse
5: Deckel und oberer Spiegel (verdeckt)

Katadioptrische Bildsysteme stellten die derzeit wohl erfolgversprechendste Form omnidirektionaler Bildaufzeichnung in der Robotik dar. Sie bestanden aus einer Kombination von Kamera, Linsen (dioptrics) und Spiegeln (catoptrics). Dabei wurde ein Spiegel so vor dem Objektiv der Kamera befestigt, dass er die Lichtstrahlen von allen Seiten in Richtung Objektiv lenkt. Die Kameras, die größtenteils senkrecht auf den Robotern installiert wurden, erfassten mit dieser Konstruktion ein Sichtfeld von bis zu 360 Grad horizontal. Die Arten der dabei eingesetzten Spiegel reichten von planaren, konischen, hyperbolischen, sphärischen, elliptischen bis hin zu parabolischen Formen.
Omnidirektionale Kameras sind je nach System verschieden aufgebaut. Katadioptrische Sichtsysteme bestehen in ihrer Grundform aus einer oder mehrerer Kameras mit Objektiv und einem dazugehörigen Spiegel. Der Name dieses Systems erklärt sich durch die Verwendung von Linsen (Dioptrik – Optik brechender Systeme) im Objektiv und dem frontal zur Kameralinse befestigten Spiegel (Katoptrik – Optik reflektierender Systeme). Der Spiegel sollte dabei so beschaffen sein, dass er die Lichtstrahlen eines möglichst großen horizontalen und vertikalen Bereiches der Umgebung in Richtung Kameralinse reflektiert. Omnidirektionale Kamerasysteme können schnell recht groß ausfallen. Um dem entgegenzuwirken, besteht die Möglichkeit gefaltete omnidirektionale Kamerasysteme einzusetzen. Der Weg des Lichtes wird bei dieser Methode „gefaltet“, also mithilfe eines zweiten Spiegels so verändert, dass die Größe des Gesamtsystems verringert werden kann. Durch die unterschiedliche Kombination verschiedener Spiegeltypen entsteht eine sehr große Vielfalt verschiedener Systeme. Zur Aufnahme selbst werden entweder perspektivische oder orthografische Kameras verwendet.

### Rotierende Kameras
Der Einsatz rotierender Kameras ist eine weitere Methode, omnidirektionale Bilder mithilfe gebräuchlicher Kameras zu erzeugen. Statt vieler Objektive in einem Verbund wird nur eine einzige Kamera verwendet, welche um eine hinter ihr befindliche vertikale Achse kreist. Mit dieser Anordnung ist es außerdem möglich, dreidimensionale Bilder zu erzeugen und die höheren Kosten mosaikbasierter Systeme etwas zu verringern.

### Kameras mit speziellen Weitwinkellinsen (Fisheye-Linsen)
Eine weitere Möglichkeit, Panoramen aufzunehmen, ist die des Einsatzes extremer Weitwinkelobjektive. Man orientiert sich dabei an der Natur, in der viele Tiere über sehr große Sichtbereiche verfügen. Dies ist auch ein Grund, weshalb derartige Objektive oft als „Fisheye“-Objektive bezeichnet werden.
Um nicht nur Panoramen, sondern die volle Sphäre aufzuzeichnen, müssen zwei dieser Kameras mit dem Rücken zueinander befestigt werden. Solche Kameras werden zum Beispiel von der chinesischen Firma Insta360 hergestellt.

## Omnidirektionale Aufnahmen

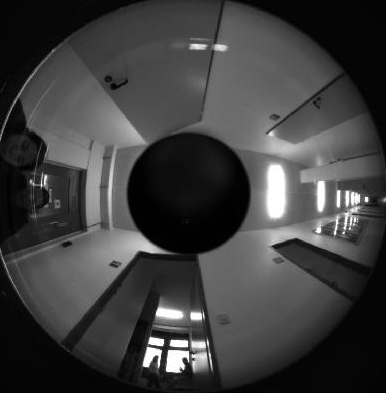
Omnidirektionale Aufnahme eines Flurs

Neue 360-Grad-Kameras bieten einen vollen Rundum-Blick auf das gewählte Motiv in 360 Grad horizontal, wie auch vertikal. Bei veralteten Modellen einer omnidirektionalen Kamera ist rund mit einem „schwarzen Fleck“ in der Mitte. Dieser ungenutzte Bereich in der Bildmitte resultiert daraus, dass das Gebiet direkt über der Kamera aufgrund der Spiegelkonstruktion nicht einsehbar ist. Das Bild zeigt die Umgebung der Kamera in stark verzerrter Form. Im Regelfall zeigen die äußeren Bildbereiche die tief gelegene Umgebung, die innengelegenen Bereiche die höher gelegene Umgebung. Abhängig von Kameraausrichtung, Spiegelzahl, und Spiegelform kann die omnidirektionale Aufnahme auch umgekehrt aufgebaut sein. Das heißt, innere Bildbereiche liegen tief, äußere hoch.

## Verwendung

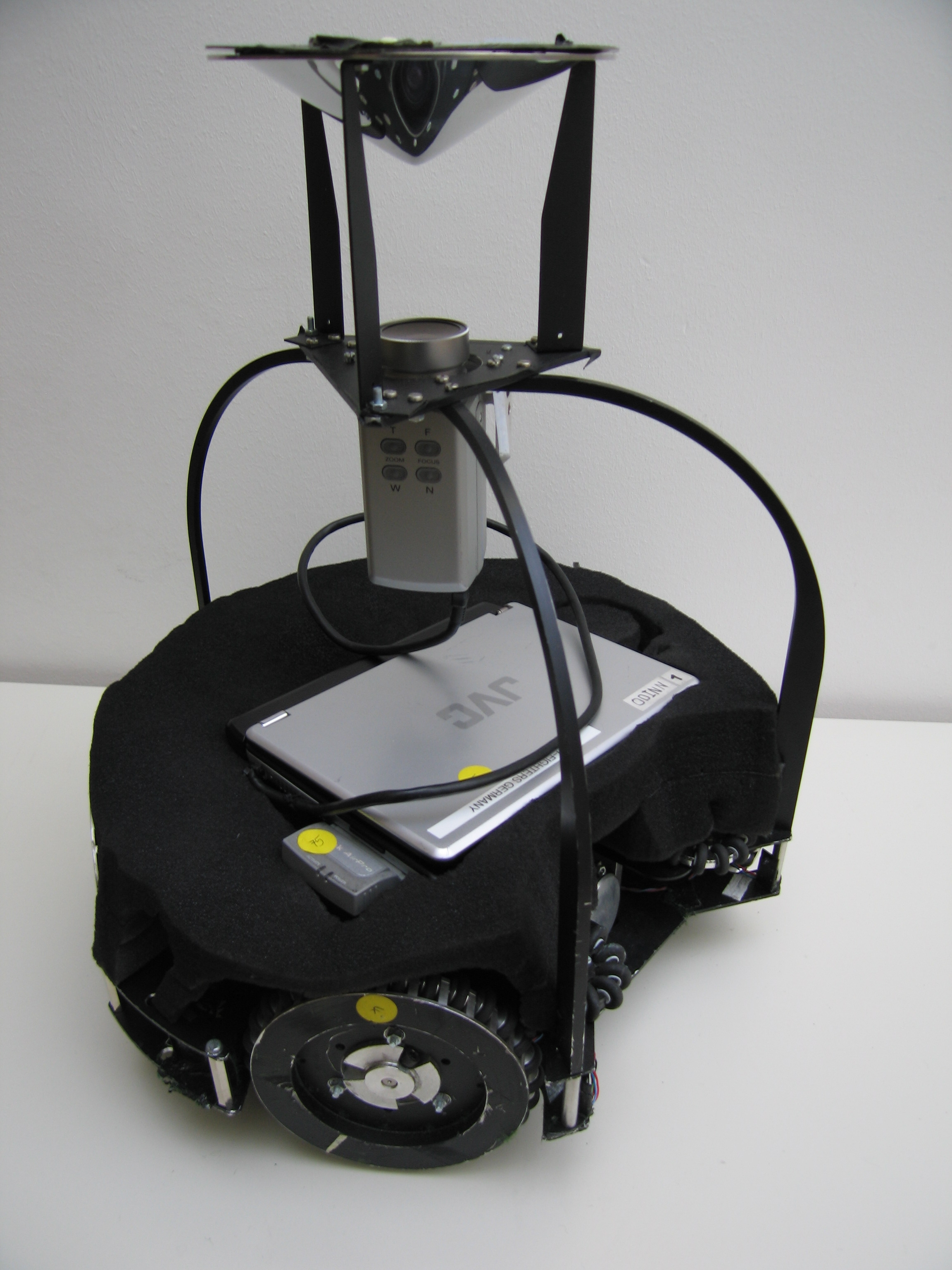
Mobiler Roboter mit einfacher omnidirektionaler Kamera mit einem kegligen Spiegel (oben)

Ihre Ursprünge haben omnidirektionale Kameras in der Militärtechnik und wurden neben der vereinzelten Anwendung in der Überwachungstechnik vor allem in mobilen Robotern wie Servicerobotern verwendet. Seitdem die Entwicklung der 360-Grad-Kameras fortgeschrittener ist und diese Kameras für den Heimgebrauch nutzbar gemacht wurden, sind die VR-Kameras in verschiedenen Bereichen im Einsatz. Nach und nach werden ältere Actioncam-Modelle gegen eine 360-Grad-Kamera ausgetauscht. Dies liegt zudem an der parallel fortschreitenden Entwicklung von Virtual-Reality-Brillen, die einem das Gefühl geben, die Erlebnisse in den Aufnahmen noch einmal zu erleben. Hier sind unzählige Anwendungsmöglichkeiten möglich.